# Dehesas Viejas
Dehesas Viejas er en by og kommune i det sydøstlige Spanien i provinsen Granada. Den har et indbyggertal på 640 (2024) indbyggere.